# Tepalcatepec (kommun)
Tepalcatepec är en kommun i Mexiko.   Den ligger i delstaten Michoacán de Ocampo, i den södra delen av landet, 400 km väster om huvudstaden Mexico City.
Följande samhällen finns i Tepalcatepec:
- Tepalcatepec
- Taixtan
- La Romera
- Carapuato
- Plaza Vieja
- Nuevo Corongoros
- Cansangüe
- El Bejuco
- El Montoso
- Los Anonillos
- Álvaro Obregón
- La Ordeñita
- La Raya
- Pancha López
- Las Peñitas
- Zoquitita
- La Estanzuela